# ドランド・ピエトリ
ドランド・ピエトリ（Dorando Pietri、1885年10月16日 - 1942年2月7日）は、イタリアのマラソン選手。1908年開催のロンドンオリンピックのマラソンにおいて、トップでゴールしながらもゴール直前に倒れたところを係員に助けられたとして失格となったことで知られる。

## 人物

### ロンドンオリンピック（1908年）まで
ピエトリは、イタリアのエミリア=ロマーニャ州出身で、若い頃は菓子屋の店員として働いていた。1904年に当時イタリアでもっとも有名なランナーであったペリクーレ・パグリアーニがピエトリの地元のレースに参加したときに、ピエトリはそのイベントに魅せられて参加し、パグリアーニよりも先着した。数日後、ピエトリは長距離界にデビューし、ボローニャで行われた3000mで2位に入る活躍をしている。
翌年、パリで行われた30kmレースで勝利し、初めて国際的な成功を収めた。さらに、1906年4月には1906年のアテネオリンピック（非公式大会）の選考レースである大会にも勝利する。しかし、アテネオリンピック本番では途中までトップを走っていたにもかかわらず、腹の調子が悪くなりリタイアしてしまった。この時の勝者はウィリアム・シェリング（カナダ）であった。
1907年にはイタリア選手権に勝利する。彼は、5000mからマラソンまで、押しも押されもせぬイタリアのトップランナーと認められた。

### ロンドンオリンピック（1908年）
ピエトリは1908年のロンドンオリンピックに向けて一生懸命に練習をした。地元で行われたレースでは、40kmを2時間38分という、当時では破格の記録を出していた。しかしオリンピックは42.195kmで行われることとなっていた。
そして、マラソンは7月24日に、イギリスの天候としては異常なほどの暑さの中、14時33分に56選手が参加してスタートした。
ピエトリは、まずはスローペースで入り、レースの中間点を過ぎると次第に力強く躍動してゆき、32km地点ではトップの南アフリカのチャールズ・ヘフェロンに4分差の2位にまであがっていった。ピエトリは、ヘフェロンが苦しんでいるのを知り、ますますペースを上げていき、39km地点でヘフェロンを追い抜いた。
その後、ゴールまで約2km走り続けることとなるが、彼は異常なまでの疲労と渇きを持ち始めていた。体に悪影響が及んでいたのであった。そして、ついにスタジアムに入ってきたが、ピエトリは違う方向に進もうとした。係員が彼に正しい道を指し示したとき、彼はついに倒れてしまった。だが、彼は75,000人の観客の前で係員によって立ち上げられた。

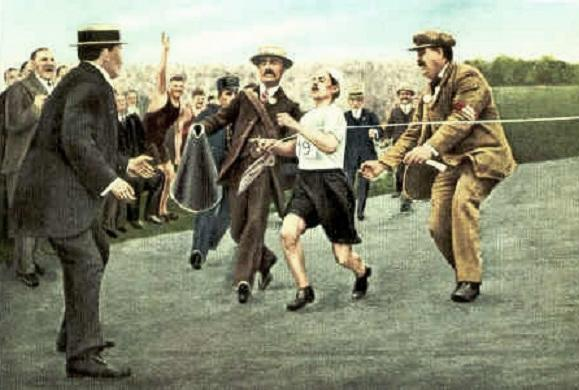
ドランドの悲劇

ピエトリは、さらに4回も倒れ、そのたびごとに係員に抱え上げられた。結局、彼はへとへとに疲れ果てながらも、何とか1着でゴールすることができた。タイムは2時間54分46秒であった。ラスト350mに10分もかかっていた。2着はアメリカのジョニー・ヘイズであった。アメリカチームはすぐに、ピエトリが係員に助けられながらゴールしたことについての異議を申し出た。異議は認められ、ピエトリは失格となり、最終成績からも抹消されてしまう。これが有名な「ドランドの悲劇」である。現在では当時のスタジアムは影も形もないが彼のゴール地点は現在も残されている。

### 世界的有名人
ピエトリの頑張りはスタジアムにいた観客を感動させた。メダルを失った代償として、アレキサンドラ王妃は彼に銀のカップを授与することとし、大会の医師として協力していた作家のアーサー・コナン・ドイルは授与式を提案した。さらにドイルは金のシガレットケースをピエトリに贈っている。一説によれば、ドイルはゴール地点でメガホンをもって応援していたという。
そしてピエトリは世界的な有名人となった。作曲家のアービング・バーリンからは「ドランド」という歌をプレゼントされ、また、アメリカで行われるエキシビションレースに参加するよう求められた。1908年11月にニューヨークのマディソン・スクエア・ガーデンで、ヘイズとピエトリが対決するレースがセットされた。このレースではトラックを回って42.195キロを目指す大変なものだったがそれでもなおピエトリが勝ち、結果的にはピエトリの勝利を決定付けた。その後また同じようなレースが翌年の3月にも行われている。ピエトリは、アメリカでの興行で行われた22レース中17回で勝利した。
ピエトリは、1909年5月にイタリアに戻り、プロのランナーとして活動した。そしてさらに2年間外国で活動した。彼の最後のマラソンは、1910年5月にブエノスアイレスで行われたレースで、ここで2時間38分48秒2の自己ベストを達成している。なお、彼は現役生活中に合計17回マラソンに出場し、優勝8回、2位1回、6位1回、棄権6回、失格1回の成績を残した。
ピエトリのイタリアでの最後のレースは1911年9月にパルマで行われた15kmのレースで、ここでも勝利している。引退レースは1911年10月にイェーテボリで行われたレースであった。彼は3年間プロとして活躍する間に、20万リラという当時としては破格の賞金を稼ぎあげた。
彼は、これを元手に兄弟でホテルの経営に乗り出した。しかし、経営者としては成功できず、ホテルはつぶれてしまった。
その後ピエトリはサンレーモに引越し、自動車ワークショップを経営した。1942年、心臓発作により死去。56歳没。
なお、オリンピックのマラソン競技におけるイタリア選手の優勝は、ロンドンオリンピックから80年後のソウルオリンピックでジェリンド・ボルディンが実現している。

## オリンピックでの成績
| 年   | 大会                 | 場所                 | 種目        | 結果             | 記録               |
| ---- | -------------------- | -------------------- | ----------- | ---------------- | ------------------ |
| 1906 | アテネオリンピック   | アテネ（ギリシャ）   | マラソン    | 途中棄権         |                    |
| 1908 | ロンドンオリンピック | ロンドン（イギリス） | マラソン    | 失格             | （2時間54分46秒4） |
| 1908 | ロンドンオリンピック | ロンドン（イギリス） | 3マイル団体 | 予選敗退（棄権） |                    |